# Trachylepis varia
Espèce
Synonymes
- Euprepes varius Peters, 1867
- Euprepes laevigatus Peters, 1869
- Mabuya varia (Peters, 1867)
- Euprepes damaranus Peters, 1870
- Euprepes isselii Peters, 1871
- Mabuya isselii (Peters, 1871)
- Mabuya varia nyikae Loveridge, 1953

Trachylepis varia est une espèce de sauriens de la famille des Scincidae.

## Répartition
Cette espèce se rencontre dans le nord-est de la Namibie, au Botswana, dans l'est de l'Afrique du Sud, au Swaziland, au Zimbabwe, dans le sud-ouest du Mozambique, en Zambie, au Burundi, au Rwanda, en Ouganda, au Soudan, au Soudan du Sud, au Kenya, en Tanzanie, en Somalie, en Angola, en République démocratique du Congo, au Malawi, en Éthiopie et en Érythrée.

## Description

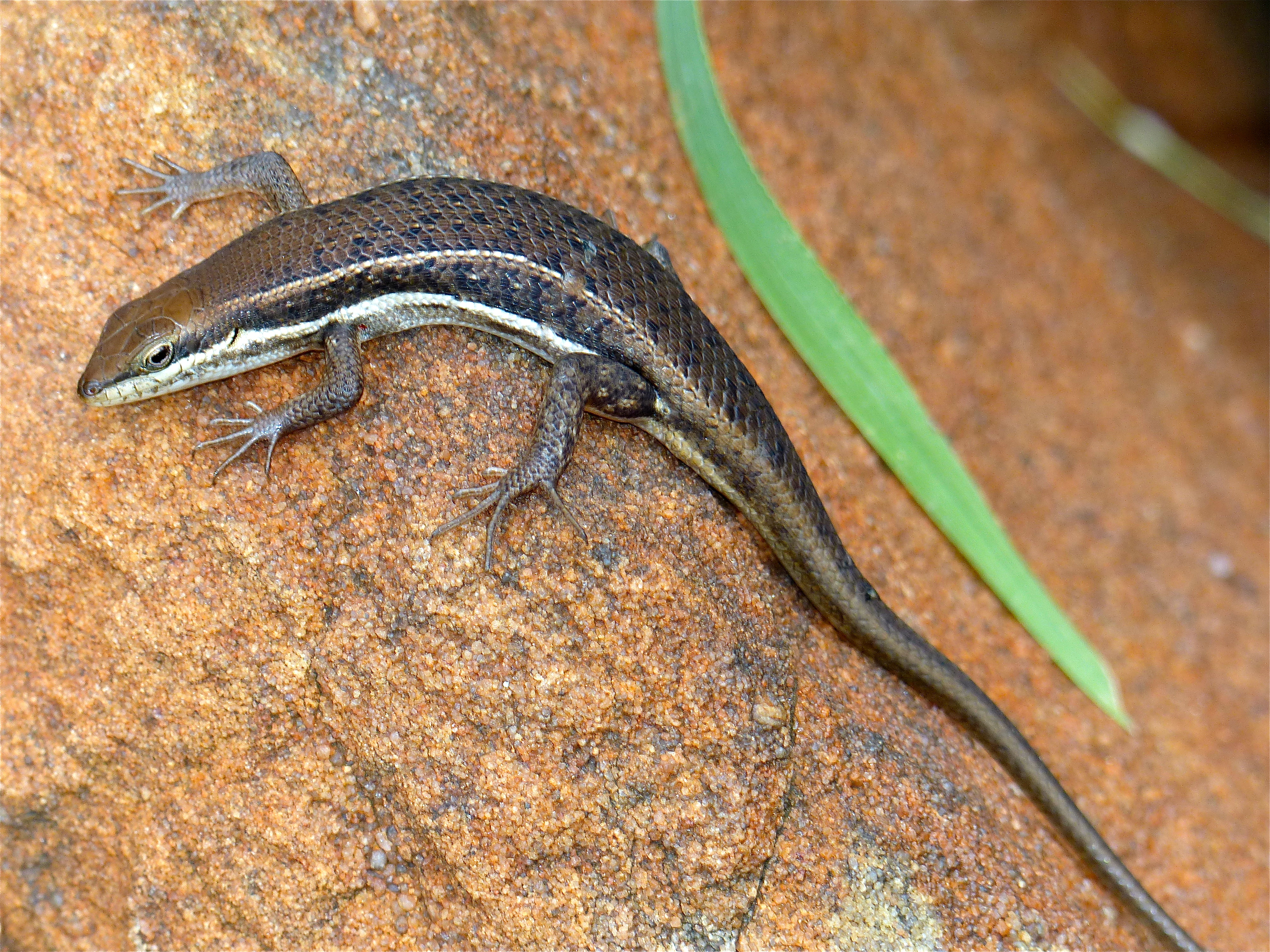
Trachylepis varia (Parc national Kruger, Afrique du Sud)

## Publication originale
- Peters, 1867 : Herpetologische Notizen. Monatsberichte der Königlichen Preussischen Akademie der Wissenschaften zu Berlin, vol. 1867, p. 13-37 (texte intégral).